# 阿盧米內

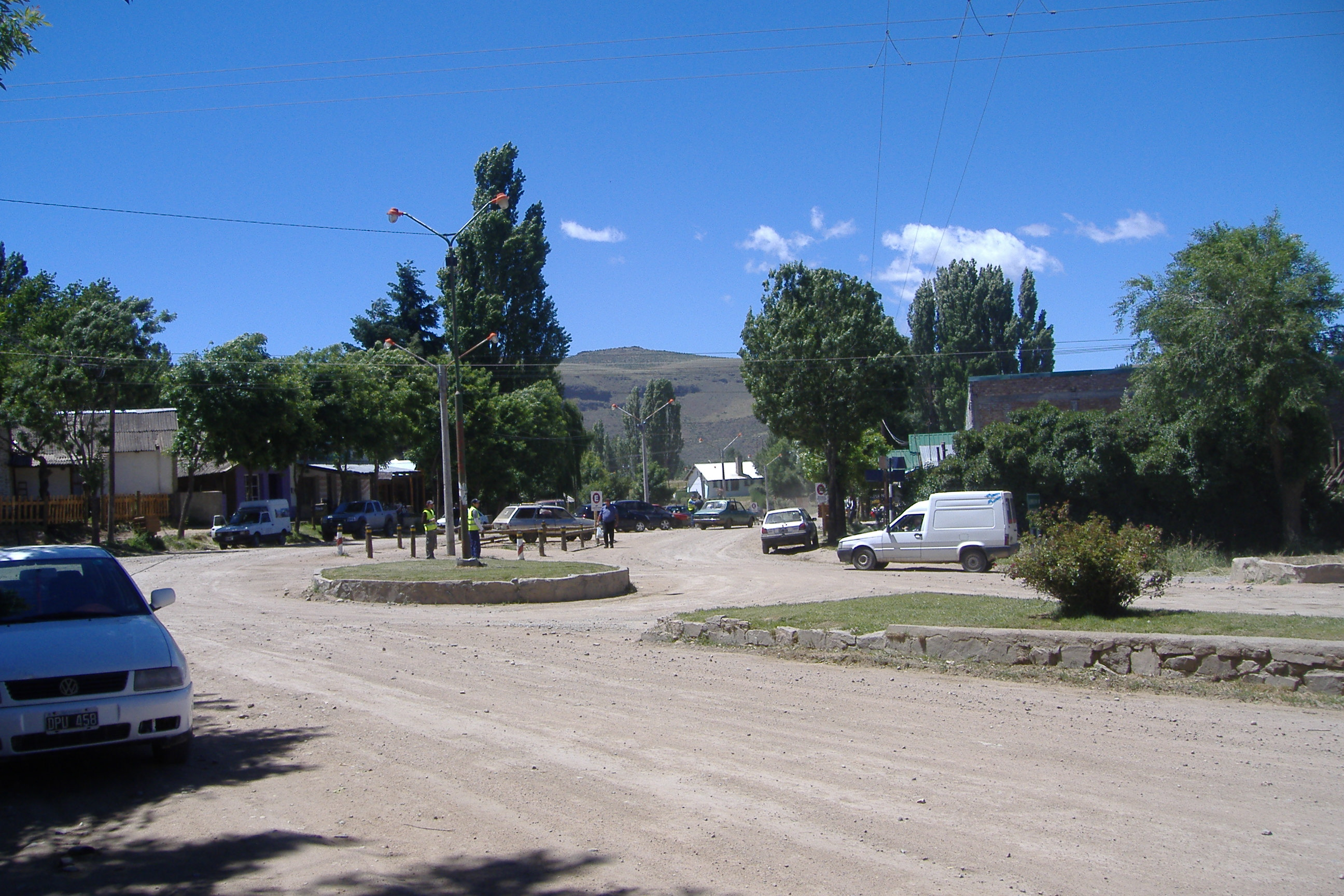
阿盧米內

阿盧米內是阿根廷的城鎮，位於該國西部阿盧米內河左岸，始建於1915年10月20日，海拔高度985米，主要經濟活動有旅遊業，2001年人口3,720，人口密度每平方公里47人。